# ОШ „Бранко Радичевић” Бор
ОШ „Бранко Радичевић” у Бору почела је са радом 1. фебруара 1955. године. Почетку рада претходила је осмогодишња школа која је настала спајањем четвороразредне основне школе и нижих разреда гимназије у Бору, у току школске 1954/55. године.

## Историјат
Решењем Народног одбора среза борског бр. 7592 од 30. јула 1955. године дошло је до формирања две основне осморазредне школе: осмогодишње бр. 1 (данас ОШ „Бранко Радичевић”) и осмогодишње бр. 2 (данас ОШ „Вук Караџић” Бор). Тадашња Осмогодишња школа бр. 1 налазила се у згради Дома ученика у привреди имала је 25 одељења: 13 нижих разреда са 413 и 12 одељења виших разреда 386 ученика, свега 799 ученика. Први директор ове васпитно-образовне установе био је Драгољуб Траиловић на дужности до краја школске 1958/59. године.
У прво време рада школе често је долазило до промена наставног особља између две школе (Бранко Радичевић и Вук Караџић), због недостатка стручних наставника.
Школске 1955/56 успостављен је школски одбор – орган управљања. Школске 1957/58 било 1079 ученика, од којих је позитиван успех имало 79,7% ђака, а 1972/73 било је 1054 ученика, 94,2% са позитивним успехом (на прво место је избила школа Бранко Радичевић).
Похађање страних језика почело је 1958/59 године, међу којима су били: француски, немачки и енглески језик, док су се ученици четвртог разреда изјашњавали за учење немачког или енглеског језика.
У периоду формирања школских радионица, школа „Бранко Радичевић“ је била опремљена прибором за обраду дрвета, картонажом и повезивањем књига. 
Први пут 15. марта 1959.године школа је свечано обележила Дан школе посвећен књижевнику Бранку Радичевићу, чије име носи.
Године 1972. почеле су пољске наставе на Савачи код Борског језера и у Водицама код Шибеника.
Од 1959. до 1987.године школа „Бранко Радичевић“ је била у врху по броју освојених награда на општинским и републичким такмичењима.
На крају 1987/88 школске године у школи је било 993 ученика. Позитиван успех је остварило 944 ученика (95,6%). Међу њима је било 460 одличних ђака.

## Школа данас
Настава се одржава у 15 учионица и 4 специјализована кабинета (2 су информатичка). Информатички кабинет поседује 38 умрежених рачунара са интернетом 24/7.
Библиотека је опремљена лектиром и осталом занимљивом литературом.
Школа има две велике и једну малу фискултурну салу, од којих је једна исључиво за вежбање гимнастике.
Скоро реновирана трпезарија је намењена организовању ужине за ђаке.
Стручне службе у школи чине: педагог, психолог и педагошки асистент. Ово је једна од ретких школа која има школског педагога и школског психолога.
У школи је постављен видеонадзор (5 камера покривају школско двориште, док 11 камера покривају унутрашњост зграде, изузев учионица и тоалета). У непосредној близини школе се налазе аутобуско стајалиште као и пешачки прелаз који је под надзором јавне видео камере.
У школи раде следеће секције: рецитаторска, еколошка, драмска, литерална, ликовна, историјска, фолклорна, ритмичка, шаховска, секција страних језика, географска, хорска, информатичка и саобраћајна. Такође постоје и спортске секције: кошарка, рукомет, одбојка, фудбал итд.
У наставној активности је еколошки и етно кутак.
Године 2002. покренут је први часопис „School news“ (Школске новости) чији је уредник био учитељ Саша Лабан, а који се сада издаје у електронском облику.